# Kronvikke (Coronilla)
Kronvikke (Coronilla) er en slægt med ca. 10 arter, der er udbredt i Nordafrika, Mellemøsten og Europa. Det er en- eller flerårige, urteagtige planter eventuelt buske med spredtstillede, siddende og uligefinnede blade. Småbladene er helrandede og afrundede eller ofte med en indskæring ved spidsen ("udrandet"). Løvfarven er oftest blågrøn. De nikkende blomster sidder i en endestillet halvskærm. Blomsterne er 5-tallige og uregelmæssige (typiske ærteblomster) med gule eller hvide kronblade. Frugterne er trådformede bælge med mange frø.
| Beskrevne arter |

- Enårig kronvikke (Coronilla scorpioides)
- Skedekronvikke (Coronilla vaginalis)

| Andre arter |

- Coronilla coronata
- Coronilla juncea
- Coronilla minima
- Coronilla repanda
- Coronilla valentina
- Coronilla viminalis

Bemærk, at en anden slægt også kaldes "Kronvikke" på dansk. Beskrivelsen af dens arter skal søges under Kronvikke (Securigera).